# Eois fulvicosta
Eois fulvicosta är en fjärilsart som beskrevs av Paul Dognin 1912. Eois fulvicosta ingår i släktet Eois och familjen mätare. Inga underarter finns listade i Catalogue of Life.